# Djurgårdens IF herrfotboll 1964
Djurgårdens IF Fotboll, säsongen 1964. Denna säsong tog Djurgården sitt sjunde SM-guld efter att ha vunnit Allsvenskan.
Säsongen kom att gå till historien med en av de mest dramatiska guldstriderna. Inför den avslutande och 22:a omgången såg tabelltoppen ut på följande sätt:
1. MFF 31 poäng och 45-17 i målskillnad
2. DIF 29 poäng och 42-19
3. ÖIS 29 poäng och 50-35

På den tiden gav en seger två poäng, vilket gjorde att Örgryte knappast kunde hämta in målskillnaden. Sista omgångens guldstridmatcher var: IFK Norrköping–Malmö FF och DIF–IFK Göteborg.
IFK Norrköping slog Malmö FF med 3–0 och Djurgården ledde med 3–1 mot IFK Göteborg och spelade slutminuterna, och då såg tabelltoppen ut:
1. MFF 31 poäng och 45-20 i målskillnad
2. DIF 31 poäng och 45-20

I matchens absoluta slutskede fälldes Leif Eriksson utanför IFK Göteborgs straffområde, och domaren dömde straffspark, som Bernt Andersson ("Sump-Hugo") förvaltade på bästa sätt vilket gav Djurgården SM-guldet.

## Mästartrupp
Mästarlaget: Arne Arvidsson (målvakt), Hans Mild, Leif Eriksson, Hans Karlsson, Hans Nilsson, Torsten Furukrantz, Lars "Laban" Arnesson, Leif Skiöld, Peder Persson, Olle Hellström, Boris Johansson, Jan Karlsson, Gösta "Knivsta" Sandberg, Ulf Schramm, Lars-Olof Sandberg och Bernt Andersson

## Tränarstab
- Ordförande:
- Tränare: Torsten Lindberg

## Matcher

### Allsvenskan
Spelades enligt vår/höst-säsong med 12 lag där varje lag hade dubbelmöten med de 11 övriga lagen vilket summerar antalet omgångar till 22.
Tabellrad för DIF säsongen:
- Totalt: 22 13 5 4 46-20 (+26) 31p
- Hemma: 11 8 3 0 33-9 (+24) 19p
- Borta: 11 5 2 4 13-11 (+2) 12p

| Omgång | Datum        | Motståndare     | H/B | Resultat | Målskyttar    | Publik | Arena              | Position |
| ------ | ------------ | --------------- | --- | -------- | ------------- | ------ | ------------------ | -------- |
| 1      | 12 april     | Malmö FF        | B   | 0–1      | ?             | 13 513 | Malmö Stadion      | 9        |
| 2      | 19 april     | IFK Eskilstuna  | H   | 5–0      | ?             | 8 176  | Råsunda            | 5        |
| 3      | 23 april     | IFK Göteborg    | B   | 3–1      | ?             | 24 281 | Ullevi             | 2        |
| 4      | 3 maj        | Degerfors IF    | H   | 3–0      | ?             | 13 181 | Råsunda            | 2        |
| 5      | 7 maj        | Helsingborgs IF | H   | 5–0      | ?             | 12 035 | Stockholms Stadion | 1        |
| 6      | 18 maj       | IFK Norrköping  | B   | 1–1      | Hasse Nilsson | 25 038 | Idrottsparken      | 1        |
| 16     | 24 maj       | Örebro SK       | H   | 3–1      | ?             | 10 588 | Stockholms Stadion | 1        |
| 7      | 31 maj       | Örgryte IS      | B   | 2–0      | ?             | 26 210 | Ullevi             | 1        |
| 8      | 3 juni       | IF Elfsborg     | H   | 1–1      | ?             | 6 993  | Stockholms Stadion | 1        |
| 9      | 10 juni      | AIK             | B   | 0–0      | ?             | 35 170 | Råsunda            | 1        |
| 10     | 14 juni      | GAIS            | H   | 3–1      | ?             | 4 924  | Stockholms Stadion | 1        |
| 11     | 9 augusti    | GAIS            | B   | 4–1      | ?             | 9 025  | Ullevi             | 2        |
| 12     | 12 augusti   | Malmö FF        | H   | 0–0      | ?             | 22 888 | Råsunda            | 2        |
| 13     | 23 augusti   | IFK Eskilstuna  | B   | 0–2      | ?             | 10 982 | Tunavallen         | 2        |
| 14     | 26 augusti   | AIK             | H   | 3–0      | ?             | 25 718 | Råsunda            | 3        |
| 15     | 6 september  | IF Elfsborg     | B   | 0–2      | ?             | 12 021 | Ryavallen          | 2        |
| 17     | 13 september | Örgryte IS      | H   | 1–1      | ?             | 11 116 | Råsunda            | 2        |
| 18     | 27 september | Örebro SK       | B   | 0–2      | ?             | 6 141  | Eyravallen         | 2        |
| 19     | 4 oktober    | IFK Norrköping  | H   | 5–4      | ?             | 13 759 | Råsunda            | 2        |
| 20     | 11 oktober   | Helsingborgs IF | B   | 1–0      | ?             | 5 588  | Olympia            | 2        |
| 21     | 18 oktober   | Degerfors IF    | B   | 2–1      | ?             | 5 236  | Stora Valla        | 2        |
| 22     | 25 oktober   | IFK Göteborg    | H   | 4–1      | ?             | 10 909 | Råsunda            | 1        |

### Mässcupen
| Omgång          | Datum             | Motståndare       | H / B | Resultat | Målskyttar   | Domare        | Publik | Arena        |
| --------------- | ----------------- | ----------------- | ----- | -------- | ------------ | ------------- | ------ | ------------ |
| Kvalomgång, 1:2 | 23 september 1964 | Manchester United | H     | 1-1      | Johansson 8' | Einar Poulsen | 6 537  | Råsunda      |
| Kvalomgång, 2:2 | 27 oktober 1964   | Manchester United | B     | 1-6      | Karlsson 89' | Franz Geluck  | 38 437 | Old Trafford |